# Илиел, Эрнест
Эрнест Людвиг Илиел (нем. Ernest Ludwig Eliel; 28 декабря 1921 — 18 сентября 2008) — американский учёный-химик, сформировавший фундаментальные понятия стереохимии и конформационного анализа. Илиелом была выпущена целая серия книг по стереохимии, которые и по сей день остаются актуальны для получения фундаментальных знаний по стереохимии.
Член Национальной академии наук США (1972).

## Биография

### Ранние годы
Эрнест Людвиг Илиел родился 28 декабря 1921 года в Кёльне, в семье со средним достатком, где образование стояло на первом месте. Он был младшим из трёх сыновей. Его дед по отцовской линии, в честь которого был назван учёный, был членом городского совета в Кёльне. Дед по материнской линии, Леонард Титц, был купцом, основавшим и управлявшим известным в округе магазином. Отец, Оскар Илиел, был дипломированным юристом, защищавшим интересы семейного бизнеса. Илиел отмечал, что стремился быть похожим на отца в плане образования и целеустремлённости.
В 1920-е годы общеобразовательные школы в Кёльне были религиозными, а поскольку Илиел был евреем, то поступив в Католическую общеобразовательную школу, он оказался одиночкой.
В апреле 1933 года, после прихода к власти Гитлера, в Германии был объявлен бойкот любому еврейскому бизнесу, в том числе и торговле. Из воспоминаний Илиела :

«…семейный бизнес пришлось продать. Мы потерпели серьезные убытки, а отец потерял работу. В то время треть моих одноклассников были нацистами, треть — оппортунистами, а еще примерно половина от оставшихся — рейнскими католиками, которые, исходя из вероисповедания, должны были презирать нацизм. Однако, после введения квот против евреев, мой класс на 5/6 превратился в приверженцев нацистской теории — все перечисленные группы быстро присоединились к сильному и суровому режиму. Все одноклассники стали крайне осторожно со мной общаться, а по большей части старались избегать».
В 1938 году семья Илиела покинула Германию: Эрнест отправился в Шотландию; Эдгар, который был старше на 13 лет, — в Англию; Эрвин (на 10 лет старше Эрнеста) — в Соединённые Штаты, перед этим некоторое время проживая в Голландии, Португалии и Бразилии. Родители братьев улетели в Палестину. Эрнест, как и самый старший брат, хотел ещё в 1937 году отправиться в США, однако ему отказали, заявив, что иммиграционная квота была заполнена, и предложили ожидать в течение 3-х лет.
В итоге Илиел оказался в Шотландии, где завершил своё обучение в средней школе. Благодаря высоким баллам за вступительные экзамены Шотландского университета в марте 1939 года, он был удостоен высокой стипендии на протяжении четырёх лет обучения. Когда Эрнест заканчивал первый год обучения в университете (1940), Германия вторглась на территории Франции, Бельгии, Голландии и Люксембурга. Всего за 2 дня Илиел превратился во «враждебного чужеземца». В течение месяца он находился в двух различных концлагерях — рядом с Ливерпулем и на острове Мэн, после чего его депортировали в Канаду. Там он находился в двух различных концлагерях, после чего, в мае 1941 года, был «отпущен», поскольку семье удалось получить для Эрнеста кубинскую визу. Через Тринидад и Венесуэлу, Илиел прибыл в Гавану, столицу Кубы в июле того же года.
На пути получения высшего образования в Университете Гаваны, Илиела встретили определённые трудности: документы из Эдинбургского Университета должны были быть нотариально заверены, чтобы их можно было легализовать на Кубе. Более того, было необходимо получить свидетельство о рождении, которое осталось в Германии. Илиелу удалось подделать свои документы, удостоверяющие личность, после чего его зачислили в университет. Он окончил университет в 1946 году в качестве бакалавра, несмотря на то, что в дипломе это было записано как «доктор физико-химических наук». Бакалаврская дипломная работа Илиела была оценена очень высоко. Все исследования Илиела были проведены в лаборатории Виета-Пласенция под руководством Джорджа Розенкранца и Штефана Кауфманна — оба были венгерскими беженцами, получившими свои докторские степени вместе с лауреатом Нобелевской премии по химии, Леопольдом Ружичкой, в Федеральном техническом университете Цюриха. Розенкранц позднее стал президентом Syntex.
Илиел решил получить докторскую степень, в связи с чем отправил свои документы в три университета: Гарвардский, который отказал ему, поскольку комиссия ошибочно посчитала, что у Эрнеста уже есть докторская степень; Мичиганский, который, как оказалось, принимает лишь резидентов, проживающих внутри штата, и Университет Иллинойса, куда Илиела приняли во многом благодаря хорошим рекомендациям Альфреда Ли Склара (у Склара, который посетил Гавану в рамках Рокфеллерской стипендии, Илиел некоторое время работал, занимаясь поиском литературы).
В качестве научного руководителя для своей докторской диссертации, Илиел выбрал 36-летнего Гарольда Снайдера. Снайдер начал работать в Университете Иллинойса в 1937, но военные годы провёл в качестве сотрудника Комитета медицинских исследований в отделе научных исследований и разработок. Главным его достижением, вместе с ещё несколькими коллегами из Иллинойсского университета, стала разработка противомалярийного хлорохина, который активно использовался в последние годы Второй Мировой войны. Илиел выполнил свою докторскую за два года, в течение которых также написал 8 статей. Он активно изучал региохимию алкилирования углерода в индоле (индол — основание Манниха).
В 1948 году Илиел принял предложение работать профессором в Нотр-Даме. Это предложение сделал ему один из его бывших учителей, Чарльз Прайс, который покинул Иллинойс, чтобы стать главой Химического факультета Нотр-Дама. Эрнест проработал в Нотр-Даме до 1972 года, после чего переехал в Чапел-Хилл. Там он начал работать в Университете Северной Каролины, где и остался до конца своей жизни.

### Исследования в химии
Первое независимое исследование Илиела — изучение механизма дегидрирования органических галоидных соединений; синтез нерацемических, но минимально хиральных C6H6CHDCH3, иллюстрирующих, что хиральность из-за наличия дейтерия, может привести к заметной оптической активности . Несмотря на то, то сам Илиел отмечал, что его годы в Нотр-Даме были крайне непродуктивными, несколько интересных и опубликованных результатов в эти годы все же были выпущены. Более того, Илиел был повышен до ассистирующего профессора в 1950, а в 1953 он стал доцентом (associate professor).
На протяжении 1950—1953 годов Илиел прочёл множество статей о конформационном анализе и побывал на различных лекциях, которые вели известные в те времена учёные — Дерек Бартон, Альберт Бургшталер, Владимир Прелог и другие. Все это позволило Илиелу серьёзно продвинуться в изучении стереохимии.
В первой половине XX века многие учёные придерживались мнения, что молекулы следует изображать плоскими, в том числе и при описании механизмов реакций. Только в 1950-х годах к химикам стало приходить понимание важности изображения молекул в трёхмерном варианте, особенно для стереоселективных процессов. Так, работа Бартона 1950 года рассказывала о трёхмерном строении молекул стероидов. Напомним, что за данную работу Бартон удостоился Нобелевской премии по химии.
Знания и идеи Илиела оказались революционными для того времени: в 1953—1957 годах его работы произвели настоящий фурор в научном мире. В работе 1953 года он объяснил, почему неоментол подвергается этерификации намного медленнее, чем неоизоментол: все это Эрнест подтвердил теорией «конформационно мобильных соединений» — такие соединения реагируют быстрее своих «конформационно фиксированных» аналогов . Результаты опубликовал журнал Experientia.
Пусть соединение А1 может существовать в двух конформациях — А2 и А3, которые в одной и той же реакции будут давать разные продукты. Илиел смог доказать, что более реакционноспособная конформация необязательно будет наиболее стабильной  . В настоящее время данные положения являются фундаментальными и широко используются в химии и биохимии. С помощью кинетического метода конформационного анализа, Илиел смог определить общую константу скорости реакции, скорости реакций отдельных процессов, а также вычислить константу равновесия системы.
Эрнест Илиел позже начал разрабатывать два других метода, превосходящих кинетический метод конформационного анализа. Один из них — равновесный метод конформационного анализа — был основан на равновесии диастереомеров в системе. Другой, наиболее удачный, — метод ядерного магнитного резонанса (ЯМР). Метод ЯМР позволил, например, определять равновесные распределения стереомеров, используя величину химических сдвигов на полученных спектрах. Эти распределения в дальнейшем стали называть «А-величинами». Позднее Илиел и его группа создали таблицы А-величин для циклогексановых производных. Чуть позже Илиел изучил и гетероциклические системы — пяти- и шестичленные ароматические циклы со встроенным в ароматическое кольцо гетероатомом — кислорода, азота или серы. Эти знания позволили выяснить структуру и конформационные состояния, которые наиболее выгодны для тех или иных гетероциклов, что сейчас очень важно для разработки лекарств или других не менее ценных материалов .
Ещё одно важное открытие было сделано одним из сотрудников Илиела — Армандо Хартманном в 1970 году: он выяснил, что реакции, конформационно заблокированных 1,3-дитианов, активированные н-бутиллитием, приводят к стереоселективности, в частности, Хартманн доказал это на примере реакции метилирования йодистым метилом.
Изначально Илиел был уверен, что идею Хартманна реализовать не удастся, но дал подопечному шанс. Успех Армандо позволил Илиелу использовать селективность таким образом, чтобы упростить синтез тех или иных энантиомеров простых природных соединений. В качестве «энантиомерного сита» Илиел использовал оксатиан, полученный из пулегона . Каталитические энантиоселективные реакции, которые открыли и изучили Шарплесс и Ноёри, позволили авторам получить Нобелевскую премию по химии в 2001 году. Они были проведены по более современным методикам и имели ряд преимуществ перед методикой Илиела, однако именно исследования Эрнеста Илиела стали фундаментальными и позволили лауреатам Нобелевской премии провести те исследования, которые были так высоко оценены.
В заключении к этому разделу следует обобщить все открытия и научные достижения Илиела: во-первых, он глубоко изучил вопросы связи между собой конформаций реагентов со скоростями реакций; во-вторых, Эрнест изучил множество карбо- и гетероциклических соединений, для которых определил конформационно выгодные структуры; и, в конечном итоге, полученные знания позволили ему провести энантиоселективный синтез многих природных соединений. Илиел был настолько авторитетным человеком, что по его требованию были внесены изменения в некоторые термины, ранее утверждённые ИЮПАК. Среди них вынужденная перегруппировка, стереоселективность и стереоспецифичность .

### Преподавание: химия и химическая профессия
Огромное влияние на выбор профессии оказал отец Илиела, Оскар, поэтому он стал преподавателем. Помимо преподавания Илиел занимался переводами научных статей. Его часто просили перевести тексты с испанского и немецкого языков на английский. В его архивах есть множество писем со словами благодарности от иностранных коллег:

«Ваша вдумчивость и самоотдача тронули меня. Моей работе редко дают положительную оценку… Ваши комментарии вдохновили меня на дальнейшую работу и не позволили опустить руки.»
Илиел считал своим долгом помочь химикам из развивающихся стран. Много лет он занимался разработкой учебных программ для студентов из Латинской Америки и некоторых других стран. Он хотел дать им возможность учиться в США и взаимодействовать с американскими учёными.
Многие ведущие химики признавали именно его книги основополагающими в химии и химическом образовании. В общей сложности было продано около 40 000 копий «Stereochemistry of Carbon Compounds» , что сделало эту книгу одной из популярнейших в органической химии XX века.
Благодаря его трудам «Stereochemistry of Carbon Compounds», «Conformational Analysis»  и «Topics in Stereochemistry» , многие химики смогли получить фундаментальное химическое образование и достичь высокого уровня знаний в области стереохимии.
Илиел ясно осознавал, что устные доклады, лекционные турне и участие в конференциях имеют особую важность для профессионального роста и развития. Он читал лекции в Германии, Японии, Канаде, Испании, Индии и Перу, а также в США. Чтобы успешно взаимодействовать с аудиторией, он зачастую читал лекции на языке принимающей страны: свободно на испанском и немецком и чуть менее свободно на французском. Он посетил более 25 стран на пяти континентах, при этом всегда сам оплачивал свои расходы. Он принимал участие в циклах лекций, летних семинарах и конференциях, организованных NSF (National Science Foundation) и ACS (American Chemical Society). От ACS он выступал в качестве лектора.

### Работа в Американском химическом сообществе
Илиел начал заниматься волонтёрской работой в ACS в конце 1950-х. С 1957 по 1959 он вошёл совет секции St. JosephValley, главное управление которого находилось в Саут-Бенде, Индиана. В 1960 году он был председателем этой секции. С 1966 по 1973 и с 1973 по 1989 он был членом совета ACS. В 1969 году занял должность в комитете по публикациям в ACS и проработал там почти 30 лет. В 1972 году Илиел был выбран главой отделения органической химии и членом комитета по выдвижению кандидатур и выборов, комитета по политике совета, специального комитета по изучению доходов членов сообщества, консультативного совета научно-исследовательского нефтяного фонда, а также он занимал пост председателя комитета совета по публикациям.
Он был выбран в совет директоров ACS на срок с 1985 по 1993 годы, при этом пост председателя он занимал три года, с 1987 по 1989. В 1986 году Илиел выдвигался на пост президента ACS, однако проиграл Гордону Л. Нельсону. В 1990 году Илиел всё-таки добился этой должности, победив Эли М. Пирса.
Он был человеком, который со всей серьёзностью подходил к обязанностям управляющего. Его главным преимуществом был огромный опыт работы в местных и национальных комитетах ACS. Однако Илиел все же признавал особые трудности:

«С какими препятствиями сталкивается президент ACS? Я вижу две основные проблемы. Первая из них заключается в том, что многие ситуации, с которыми мы сталкиваемся как химики, на деле переплетаются с иными проблемами, имеющими непосредственное отношение в том числе и к политике. А вторая связана с тем, что химики являются людьми консервативными и крайне неохотно принимают какие-либо изменения.»
Будучи председателем совета, Илиел возглавлял «Кампанию по химии», целью которой было получить деньги на осуществление нескольких глобальных проектов. Из намеченных 30-50 миллионов долларов было выручено лишь 26, но и этого хватило на реализацию запланированных проектов: на строительство нового здания и на закупку оборудования для Chemical Abstracts Service, который являлся центром информации и знаний в области химии и в то же время был основным источником дохода для ACS; на развитие проекта SEED (летние стажировки для иностранных студентов); на проведение олимпиады по химии; на распространение учебников «Химия в обществе» и на адаптацию книги для неспециализирующихся студентов; на пожертвование в центр истории химии Арнольда и Мабеля Бекмана; а также на организацию выставки в Смитсоновский музей американского искусства.
Будучи президентом ACS, Илиел сделал упор на укрепление международных отношений и на образование студентов-химиков из развивающихся стран. Он был глубоко обеспокоен сокращением бюджета, выделяемого на фундаментальные исследования. Он считал необходимым донести до Конгресса и других инстанций, занимающихся государственным бюджетом, что многие коммерческие вещи на самом деле являются следствием фундаментальных открытий. С этой целью Илиел издал брошюру «Serendipity in Chemistry». Также он был заинтересован в повышении уровня химического образования и во введении учебных программ, ориентированных на биохимию .
В качестве благодарности Илиелу за его колоссальный труд, он был избран в совет президентов научного сообщества, где прослужил семь лет. Он был секретарём совета в 1993 году, а в 1996 стал его президентом. В то время и по сей день среди целей CCSP (Canadian Centre for Studies in Publishing) особо выделяются вопросы науки и образования в международном масштабе, общественное восприятие науки, улучшение взаимодействия между различными научными дисциплинами.

### Международные отношения
Илиел был беженцем, и поэтому получал образование в четырёх различных странах. Он осознавал важность объединения мировой науки и считал своим долгом помогать людям, в особенности, химикам со всего мира.
Илиел принимал активное участие в разработке программы по химии в Перу в рамках проекта Нотр-Дам, финансируемого фондом Форда в начале 1970-х. Будучи президентом ACS и членом совета директоров в 80-е и 90-е годы, он способствовал расширению международных связей в области химии. Он стремился к улучшению и формированию новых взаимосвязей между ACS и другими научными и инженерными компаниями, особенно с зарубежными химическими сообществами. Он отвечал за различные программы, которые позволяли химиками из Латинской Америки и Центральной Европы приехать на стажировку в США с целью дальнейшего продления сотрудничества. Некоторые из этих программ финансировались NSF.
Илиел являлся одним из основателей Американско-Мексиканского фонда науки. Он был его президентом в 1995—1996 годах. Основная цель этой организации — поддержка совместных исследовательских проектов между американскими и мексиканскими химиками. Также Илиел был одним из организаторов трёх американско-тайваньских симпозиумов, проходивших в апреле 1994 в Тайване и Сан-Диего под лозунгом «Инновации в высшем химическом образовании». В начале 2000 он создал «Global Instrument Partners» для того, чтобы помочь химикам из Латинской Америки получить доступ к передовым аналитическим приборам.
В своей лекции студентам, которые недавно иммигрировали в США, Илиел говорил о невероятной доброжелательности и приветливости всех, с кем ему доводилось общаться:

«…честность людей… дела часто решались крепким рукопожатием, а не заключением контрактов… Здесь принято называть друг друга по имени даже после первой встречи… Работайте усердно, будьте предприимчивы и идите на компромисс и, прежде всего, научитесь ладить с людьми… Я живу в этой стране с 1946 года. Она дала мне массу возможностей, за что я искренне ее люблю. Я очень надеюсь, что те, кого занесло в наши края, получат такой же ценный опыт, какой посчастливилось получить мне.»

### Воспоминания друзей
«Несмотря на то что Эрнест был очень серьезным человеком, у него было отличное чувство юмора. Однажды он подписал мне рождественскую открытку словами „Ваш верный посудомойщик“. В то время он уже был президентом ACS…»— Джордж Розенкранц, руководитель фармацевтической лаборатории, Гавана

«Эрнеста Илиела было легко недооценить. У него была неказистая внешность. Он был тихим и мягким человеком, который крайне редко повышал голос. Я никогда не слышал, чтобы он кричал. Тем не менее, его решимость и человеческие качества позволили достичь впечатляющих результатов. В частности, он запустил магистерскую программу по биохимии и сделал большой вклад в развитие неорганической химии в Нотр-Даме.»— Джеремайя П. Фриман, коллега из Нотр-Дама

«Будучи моим научным руководителем, Эрнест набросал несколько направлений моей работы, а дальше позволил мне свободно работать, опираясь на свои знания и интуицию. Онвсегда отмечал, что часть моей диссертации выполнена мной самостоятельно, без его контроля. Поэтому Эрнест считал, что мое имя должно быть первым в публикации (хотя в 1970—1980 было принято, чтобы имя руководителя стояло на первом месте). Он также покрывал все расходы, что позволило мне представить результаты моей работы на национальном собрании ACS, которое проходило в Сан-Франциско в августе 1976 года. Это было грандиозным событием в моей жизни: мое первое участие в качестве докладчика на крупной научно-практической конференции! И все это благодаря Илиелу…»— Иосебио Юрасти, аспирант Илиела

«Эрнест Илиел был председателем совета директоров ACS в 1991 году, когда я был его президентом. Судьба эмигранта из Германии, прожившего несколько лет и в Канаде, и на Кубе, дала ему не только широчайшие лингвистические возможности, но и пробудило в нем глубокий интерес к развитию международного сотрудничества в области фундаментальной науки. Будучи президентом ACS, он выступал инициатором множества стипендиальных программ для исследователей из Латинской Америки и некоторых других стран. Особо стоит отметить созданный им в 1990-хАмериканско-Мексиканский фонд науки, который сыграл ключевую роль в дальнейшем развитии научного взаимодействия между нашими странами. Эрнест был неутомимым и вдохновляющим лидером, за что ACS и химическая наука в целом ему очень благодарны.»— С. Аллен Хайнингер, президент ACS

## Награды
Илиел получил множество наград, включая:
- the Manufacturing Chemists’ Association College Chemistry Teachers’ Award (1965);
- Стипендия Гуггенхайма (1975—1976, 1983—1984); the Amoco Teaching Award at UNC (1975);
- the Laurent Lavoisier Medal of the Chemical Society of France (1968);
- the Harry and Carol Mosher Award, Santa Clara Section, ACS (1982);
- the Distinguished Chemist Award, North Carolina Institutes of Chemists (1985);
- the North Carolina Award in Science (1990);
- Corresponding Membership of the Academia de Investigación Científica (ныне Мексиканская Академия наук) (1991);
- the George C. Pimentel Award in Chemical Education of the ACS (1995);
- Медаль Пристли (1996);
- the National Academy of Sciences Award for Chemistry in Service to Society (1997).

Илиел также попал в список журнала Chemical & Engineering News о 75 величайших учёных химической отрасли.